# Saint-Jacques-d'Ambur

Saint-Jacques-d'Ambur este o comună în departamentul Puy-de-Dôme, Franța. În 1 ianuarie 2022 avea o populație de 291 de locuitori.